# Lubień Wielki
Lubień Wielki (ukr. Великий Любінь) – osiedle typu miejskiego na Ukrainie, w obwodzie lwowskim, w rejonie lwowskim.
Lubień Wielki leży na Płaskowyżu Tarnogrodzkim, około 19 km na południowy wschód od Gródka Jagiellońskiego, na lewym brzegu Wereszycy. Znajduje się tu stacja kolejowa Lubień Wielki, położona na linii Obroszyn – Sambor.
Osiedle liczy 4589 mieszkańców (2020 r.), w 2001 było ich 4516.

## Historia
Wzmiankowane w XIII w. W II Rzeczypospolitej miejscowość była siedzibą gminy wiejskiej Lubień Wielki w powiecie gródeckim województwa lwowskiego. 20 maja 1894 został otwarty zakład kąpielowy wód siarczanych w Lubieniu Wielkim, a lekarzem ordynującym został w tym miejscu dr Józef Kurasiewicz. W 1928 r. Lubień Wielki został uznany za uzdrowisko posiadające charakter użyteczności publicznej.
W latach 1943–1944 nacjonaliści ukraińscy z OUN-UPA zamordowali tutaj 14 Polaków.
Do 2020 w rejonie gródeckim.
W miejscowości stał pomnik ofiary zbrodni – Romy Tarawskiego, zniszczony po 1991 roku.

## Zabytki
- pałac, parterowy, wybudowany XVII w.  przez Humieckich[12]. W późnobarokowym pałacu Brunickich (którzy przebudowali pałac w latach 1909-1910[13]), kolejnych właścicieli, obecnie znajduje się sierociniec.